# Panagiotis Poulitsas

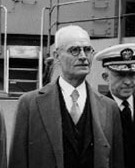
Panagiotis Poulitsas.

Panagiotis Poulitsas (Grieks: Παναγιώτης Πουλίτσας) (Geraki, 9 september 1881 - Athene, 16 januari 1968) was een Grieks rechter, archeoloog en politicus.

## Levensloop
Tijdens zijn voorzitterschap van de Griekse Raad van State (van 1943 tot 1951), leidde Poulitsas van 4 tot 18 april 1946 een voorlopige regering. Tijdens deze twee weken van zijn premierschap werd hij geconfronteerd met de oplaaiing van de Griekse Burgeroorlog.
In 1947 werd hij lid van de Archeologische Vereniging van Athene en van de Academie van Athene. In 1954 werd hij voorzitter van de Atheense Academie.
- International Standard Name Identifier: 0000 0000 7157 3894
- Library of Congress Control Number: no2009155466
- Virtual International Authority File: 101463768
- WorldCat: E39PBJkT4X3xg6g8BPT8w3dWjC